# Missing on Lost Island
Missing on Lost Island (чеш. Ztracený ostrov, нем. Verschollen Auf Lost Island, на русском языке известна под названиями «Тайна архипелага» и «Затерянный остров») — чешская/словацкая приключенческая игра, разработанная Mayhem Studios и Riki Computer Games и изданная Bohemia Interactive в 2000 году.

## Игровой процесс
Визуально игра выполнена в стилистике классических приключенческих игр первой половины 1990-х годов. Игра представлена в 256-цветовой палитре. Двумерные фоны нарисованы от руки.

## Сюжет
Тим и Диана после вечернего театра шли домой. Внезапно на них напали пираты со стреляющими молниями пистолетами. Протагонисты оказались живы, но переместились в прошлое. Их задача — вернуться в своё время и на своё место.

## Разработка
Игра была разработана словацкой студией Mayhem Studios, а издательство игры было поручено Bohemia Interactive в Чешской Республике, где для игры была также записана озвучка. Актёром озвучки выступил Иржи Лабус, ранее озвучивший другую словацкую игру, Ve Stínu Havrana. По данным Bonusweb.cz, идеей разработчиков было создание серьёзной приключенческой игры о пиратах, так как предыдущие игры, такие как The Secret of Monkey Island, имели комедийный уклон.
Изначально издателем немецкой версии должна была стать компания ARI Data, но она обанкротилась, и лицензию на распространение передали Gamepad.

## Критика
Петр Тихачек из Bonusweb.cz посчитал, что хотя в игре есть некоторые приятные особенности, она во многом уступала другим чешским приключенческим играм, таким как Polda 3 и 
Fairy Tale about Father Frost, Ivan and Nastya. Джен из Four Fat Chicks понравились скромные персонажи игры; она посчитала их гораздо приятнее противных персонажей из таких игр, как Koala Lumpur: Journey to the Edge. Гордон Аплин из Quandary посчитал игру забавной, а анимации восхитительными. В рецензии Mr Bill’s Adventure Land были отмечены реалистичные анимации игры. Владимир «NomaD» Горячев из Absolute Games оценил игру в 50 %, сравнив её с Curse of Monkey Island.